# جورج إس. هولدن
جورج إس. هولدن (بالإنجليزية: George S. Holden)‏ هو لاعب كرة قدم أمريكية أمريكي، ولد في 29 سبتمبر 1868 في ميدلفيلد في الولايات المتحدة، وتوفي في 9 يوليو 1935 في بالمر في الولايات المتحدة.